# Kruk i wrona w kulturze

## Etymologia
Kruk i wrona, ptaki należące wspólnie z gawronem do rodzaju Corvus, mają w kulturach europejskich bardzo zbliżoną symbolikę i znaczenie. Materiał językowy wskazuje na dawne przesunięcia semantyczne ich nazw (porównaj ros. ворон i chorw. gavran na określenie kruka), jak również na istnienie utrwalonych, zbiorczych określeń tych ptaków, na przykład ang. crow (kruk, wrona; obok raven – kruk), niem. Krähe (wrona, gawron). Świadczy to o łączeniu ptaków z rodzaju Corvus w jedną kategorię semantyczną, niekiedy nie dzieloną na gruncie języka i kultury na mniejsze jednostki.
Europejskie nazewnictwo tych ptaków opiera się na dźwiękonaśladowczych nazwach rodzajowych, co wykazują nie tylko przyjęte nazwy współczesne (na przykład szw. kråka czy nid. kraai dla wrony), lecz i odwołanie się do starszej etymologii europejskiej, gdzie ujawniają się liczne zapożyczenia. Uderzające jest pokrewieństwo pomiędzy starosłowiańską krâja i starowysokoniemiecką krâwa (wrona). Z kolei starowysokoniemiecki hraban (kruk), z omylnym odbiciem w czeskim havran (gawron), wskazuje na pochodzenie z tego samego indoeuropejskiego źródła, co anglosaski hrǽfn i islandzki (staronordycki) hrafn na oznaczenie kruka. Co więcej, w prastarej literaturze słowa te występują jako tak zwany kenning – poetyckie omówienie używane dla pojęć bitwy-rzezi i rozlewu krwi.

## Symbolika mitologiczna
Symbolika kruka i wrony w kulturach europejskich nierozerwalnie łączy się ze śmiercią i wojną, a także z chorobami (zarazą) – kruki i wrony ciągnęły bowiem za maszerującym wojskiem i żywiły się ciałami poległych. W Szwecji tradycja ludowa zwykła uważać je za duchy zamordowanych. Zdaniem Claude’a Lévi-Straussa kruk zyskał status mityczny będąc swoistym pośrednikiem między życiem i śmiercią.

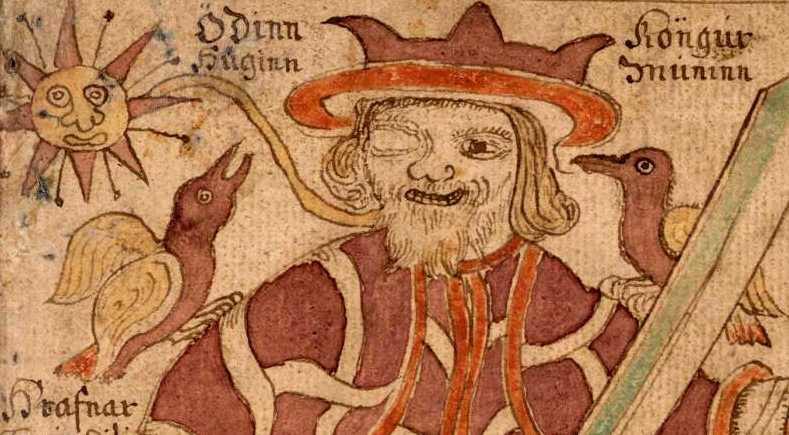
Odyn z towarzyszącymi mu krukami (mitologiczny rękopis islandzki)

W mitologii celtyckiej kruk zwykle zwiastował nieszczęście – łączony był z Branem Błogosławionym, walijskim herosem związanym z zaświatami, a także z iryjskimi boginiami pola bitwy i wojny – Badb i Morrigan. Nawet w kalendarzu Babilończyków pod znakiem kruka stał przynoszący nieszczęście miesiąc przestępny, czyli trzynasty w roku. Podobne skojarzenia ujemne niekiedy do dziś przetrwały w niektórych językach – na przykład w niemieckim takie określenia, jak Rabeneltern czy Rabenmutter (wyrodni rodzice/matka), oparte na niesłusznym przekonaniu o okrucieństwie kruków jako rodziców porzucających swe młode.
Niezależnie od tych negatywnych konotacji wcześnie dostrzeżono także inteligencję kruka i wrony, skutkiem czego w wielu kulturach ptaki te pełniły rolę posłańców (zarówno dobrych jak i złych wieści) bądź wróżyły na przykład rozstrzygnięcie bitwy. W mitologii nordyckiej dwa kruki o imionach Myśl i Pamięć (Hugin i Munin) były atrybutami Odyna (Wotana). Kruk siedzący mu na ramieniu codziennie przynosił bogu wiadomości o świecie.
Z kolei w mitologii słowiańskiej wele (dusze zmarłych) jesienią i zimą przy pomocy kruków (a wiosną i latem przy pomocy bocianów i lelków) trafiały z tak zwanego Wyraju na ziemię i wstępowały do łon kobiet. Mianem „kruka” w słowiańskim systemie liczenia określano też oktylion. Wronie częstokroć przypisywano dar wróżenia, usiłując odgadywać sens jej krakania.

## W tradycji judeo-chrześcijańskiej
Kruk (hebr. עורב orev) jest pierwszym ptakiem wymienionym w Biblii (Księga Rodzaju 8,6). Imię takie („totemiczne”) nosi jeden z wodzów Madianitów (Księga Sędziów 7,25). Jeden z psalmów życzliwie wspomina wołające o pokarm krucze pisklęta (Ps 147), wspomniane również w Księdze Hioba (38,41), zaś głodny prorok Eliasz korzysta z przynoszonego przez tego ptaka pożywienia (1 Księga Królów 17,6). W Nowym Testamencie Ewangelista Łukasz przytacza go jako przykład w dydaktycznej wypowiedzi Jezusa (Łk 12,24).
U Izraelitów, mimo jego ogólnie niekorzystnego wizerunku jako ptaka miejsc odludnych, pustynnych (Księga Izajasza 34,11), stworzenia nieczystego, żywiącego się padliną (Księga Kapłańska 11,15, Księga Powtórzonego Prawa 14,14) i wydziobującego swym ofiarom oczy (Księga Przysłów 30,17), ptak ten w pozytywnej roli pojawia się w epizodzie potopu i arki Noego, gdy został posłany dla odszukania suchego lądu, przed gołębiem. W podobnej roli inteligentny kruk występuje we wcześniejszym staromezopotamskim (babilońskim) podaniu o potopie.
Także w średniowiecznym (XIII wiek) przekazie islandzkiej Landnámabók wikiński żeglarz o symbolicznym imieniu Hrafna-Flóki używa kruków jako przewodników w drodze z Wysp Owczych do celu.

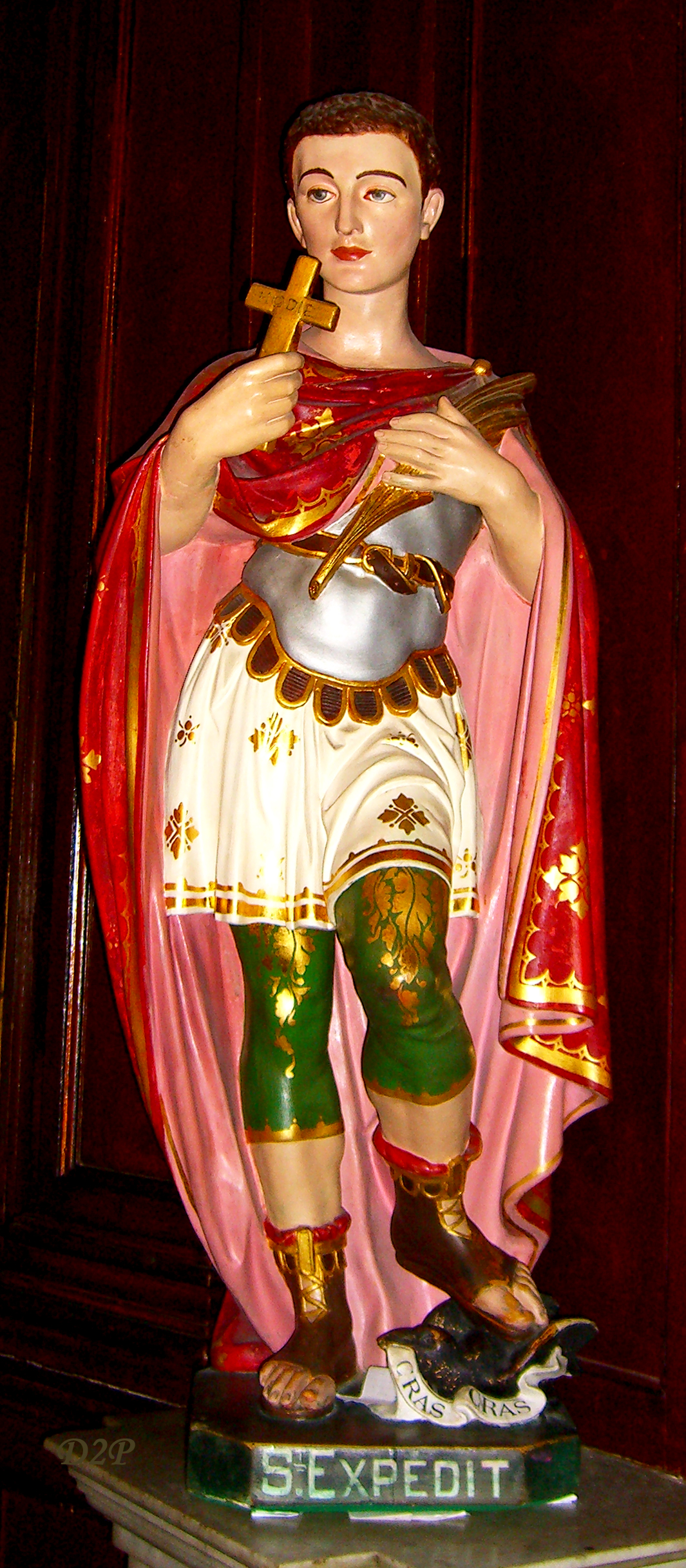
Święty Ekspedyt depczący kruka

Wczesne chrześcijaństwo przejęło jednak z judaizmu ogólnie negatywny obraz kruka, widząc w nim przede wszystkim symbol śmiertelnego grzechu obżarstwa. Poza tym, jako żyjący chętnie w odosobnieniu, kruk – będący alegorią samotności z wyboru, u chrześcijan zaczął wkrótce symbolizować również odstępców i niewiernych. We wronie natomiast tradycja chrześcijańska widziała z jednej strony towarzyszkę czarownic i powiernicę diabła, z drugiej jednak – symbol wierności małżeńskiej wskutek zwyczaju tworzenia przez te ptaki dozgonnych par.
Późniejsza hagiografia chrześcijańska znacznie odmieniła tę niekorzystną symbolikę, dając jej wyraz najczęściej w różnych podaniach i żywotach świętych. W legendzie o świętym Ekspedycie kruk wciąż jeszcze jest postacią diabła odwodzącego od nawrócenia i zdeptanego jako pokusa, lecz to on uratować miał świętego Benedykta przed śmiercią, porywając mu bochenek zatrutego chleba. Podobnie jak w przypadku biblijnego proroka, kruk znosi też pokarm dla nabożnego ascety – świętego Pawła Pustelnika. Wierne kruki pełnią rolę strażników ciała świętego Wincentego, chroniąc je przed dzikimi zwierzętami, dopóki nie pogrzebią go wierni, a następnie stada ich strzegą kaplicy grobowej tego męczennika. Jako posłaniec boży kruk (lub wrona) uczestniczy też w cudzie świętego Oswalda, powodując wytryśnięcie źródła.

## Symbolika solarna i profetyczna

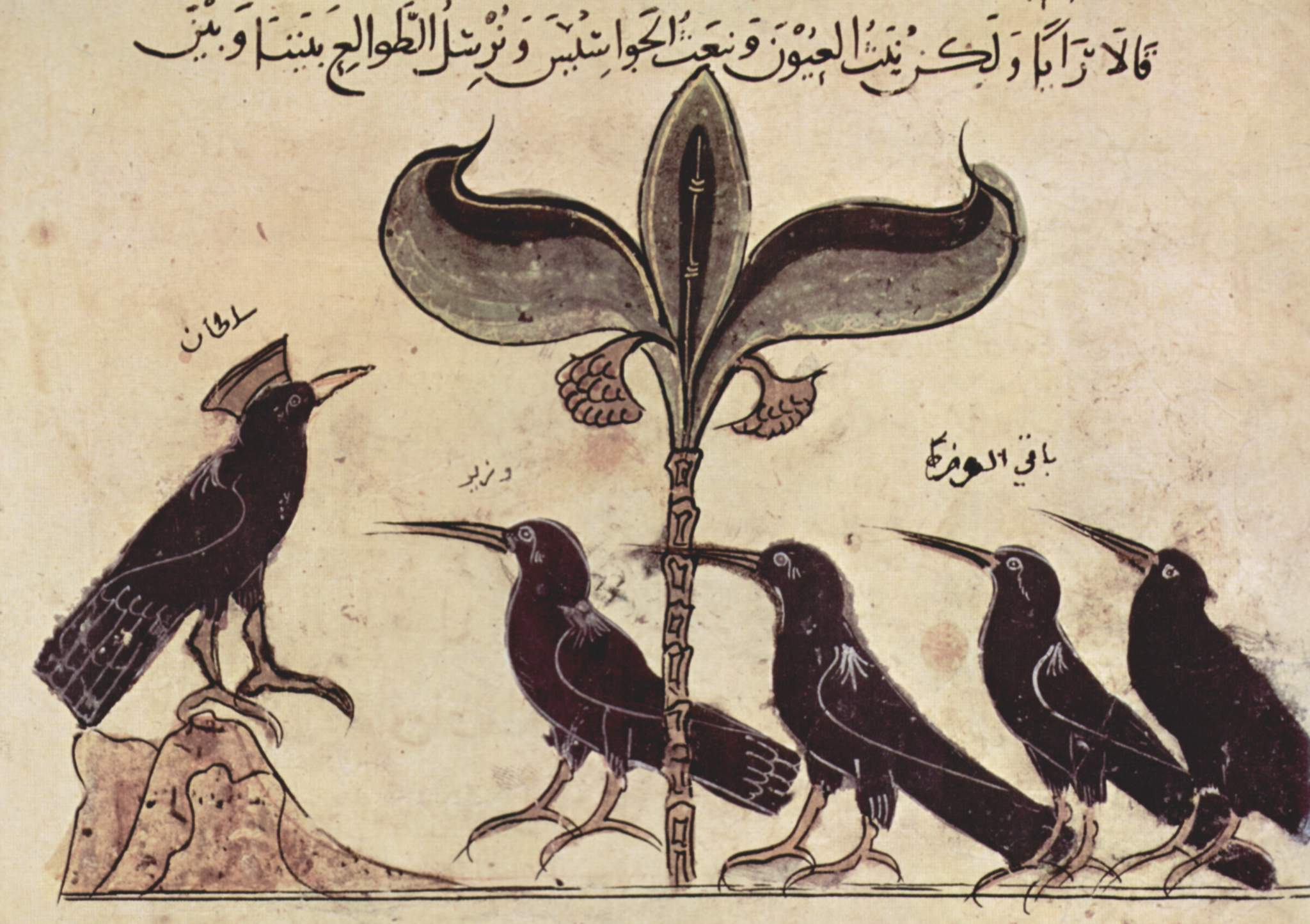
Mądry król kruków i jego rada (z rękopisu bajek arabskich, XIII wiek)

Kruk i wrona łączone były ze słońcem i proroctwami – w Grecji były atrybutami Apollina (bóstwa światła oraz pana wyroczni) i Ateny, zaś biały kruk szczególnie związany był z Heliosem. Według legendy dwa kruki wskazać miały Aleksandrowi Wielkiemu drogę do wyroczni Amona w oazie Siwa na Pustyni Libijskiej. W kulturze grecko-rzymskiej „mądrość” kruka ceniono przynajmniej od czasu powstania bajek Ezopa, co wraz ze spuścizną klasyczną przeniesione zostało nie tylko do późniejszej kultury ogólnoeuropejskiej, lecz także arabskiej.
W Persji kruk poświęcony był bogu światła i słońca – stąd rola, jaką później u Rzymian odgrywał w ikonografii kultu Mitry (wyobrażenia na stelach) i w jego misteriach (gdzie miano „kruka” nosił pierwszy ze stopni wtajemniczenia). Rzymianie, którym jego krakanie przypominało łaciński wyraz cras – „jutro”, kojarzyli go ponadto z nadzieją.
Za dalekie odbicie tych antycznych konotacji można uważać łączenie wrony z procesem (przemianą) przebycia niebezpiecznej ciemności i odrodzeniem w nowej postaci, jakie znajdujemy w znacznie późniejszej metaforyce alchemicznej.

## W kulturach pozaeuropejskich

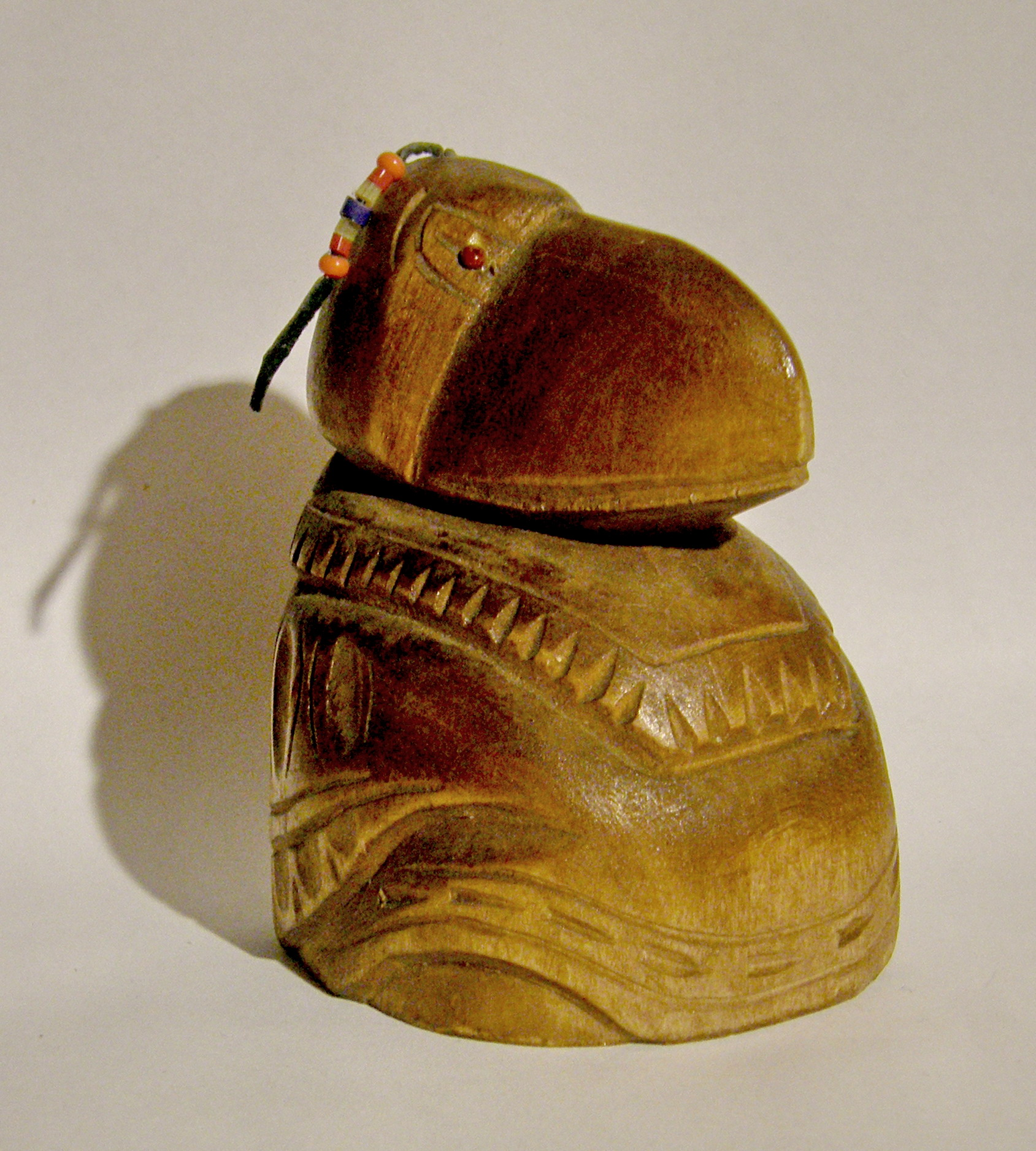
Kutch – bóg-kruk Koriaków z Kamczatki

Solarna symbolika kruka i wrony rozpowszechniona jest jednak także w innych częściach świata – w Chinach trójnożna wrona lub kruk, wsparte na dysku słonecznym, były symbolem władzy cesarskiej i miłości rodzinnej. W Japonii kruk (zwłaszcza czerwony) występuje jako symbol słońca i posłaniec bogów. Również u części plemion Ameryki Północnej ptaki te czczone były jako bóstwa słoneczne. W Indiach wrony towarzyszą bogini Kali.
Odrębny obraz kulturowy kruka i wrony wykształcił się w jeszcze innych kulturach pozaeuropejskich. Kruk (będący synonimem mądrości) jest centralną postacią mitologii Inuitów (Eskimosów) – tak samo zresztą jak większości Paleoazjatów (Czukczów, Koriaków i innych) i Indian. Według ich wyobrażeń brał on udział w stworzeniu świata i obdarzony był siłą nadprzyrodzoną oraz zdolnościami magicznymi; zapewne dlatego uznany jest symbolicznym ptakiem kanadyjskiego Terytorium Jukonu. Niekiedy jednak kruk występuje w eskimoskich bajkach jako postać będąca przedmiotem kpin – naiwna, głupia i śmieszna; ale podobnie negatywną rolę odgrywa też w bajkach zachodnioafrykańskich. Również wrona amerykańska, znana kulturom Ameryki Północnej jako ptak żywiący się głównie zbożem i owadami, uzyskała pozytywne konotacje – na przykład w religii Indian Nawaho czczona jest jako opiekun zwierzyny łownej, a w mitach Indian Tlingit jako założyciel cywilizacji.

Kruk w kulturze europejskiej
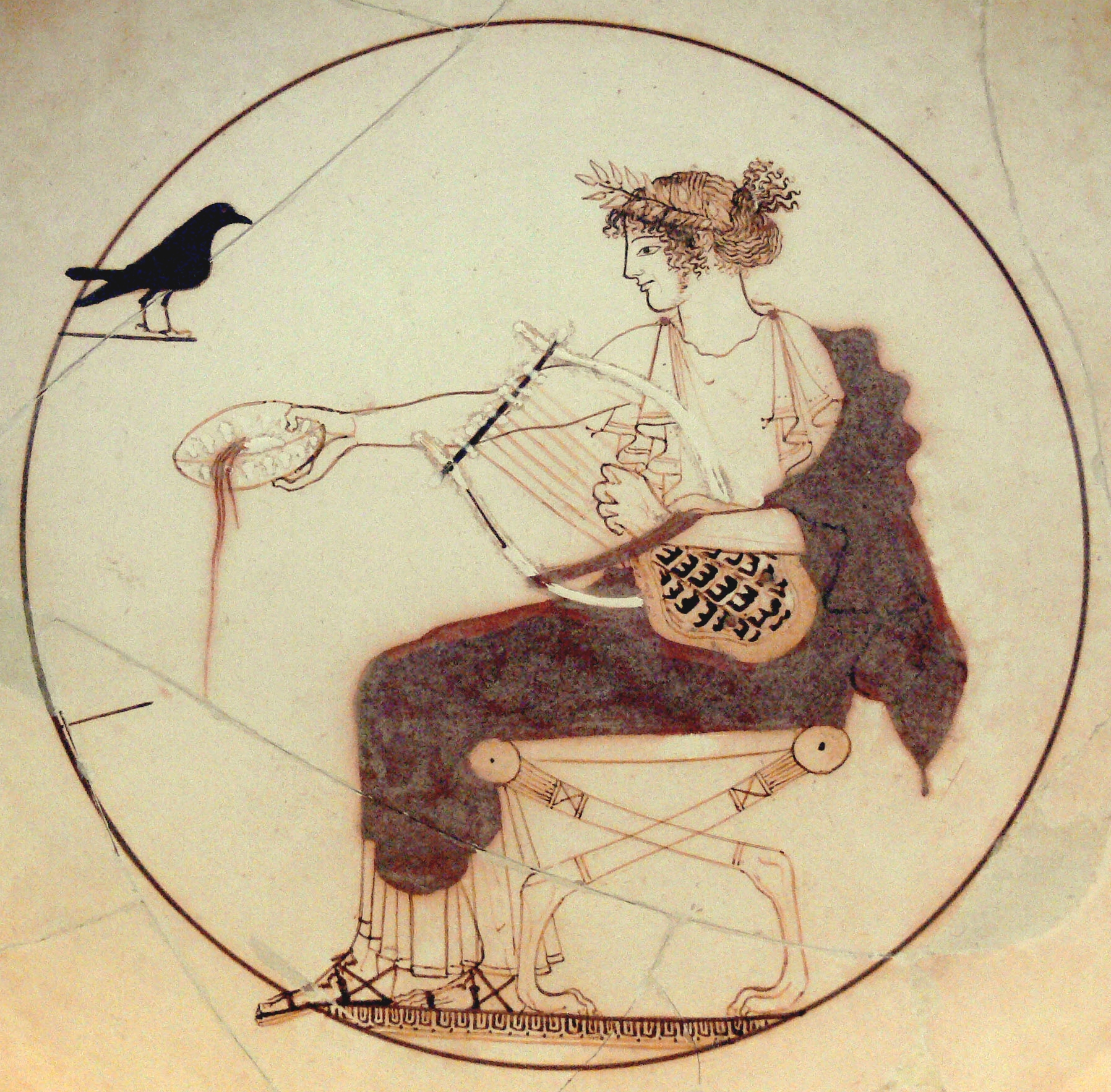
Apollo z wróżebnym krukiem (przerys ze starogreckiej czary, V wiek p.n.e.)
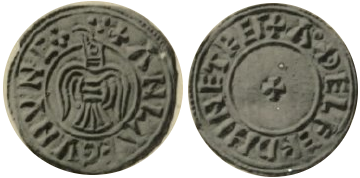
Kruk i krzyż (moneta władcy anglosaskiego, X wiek)
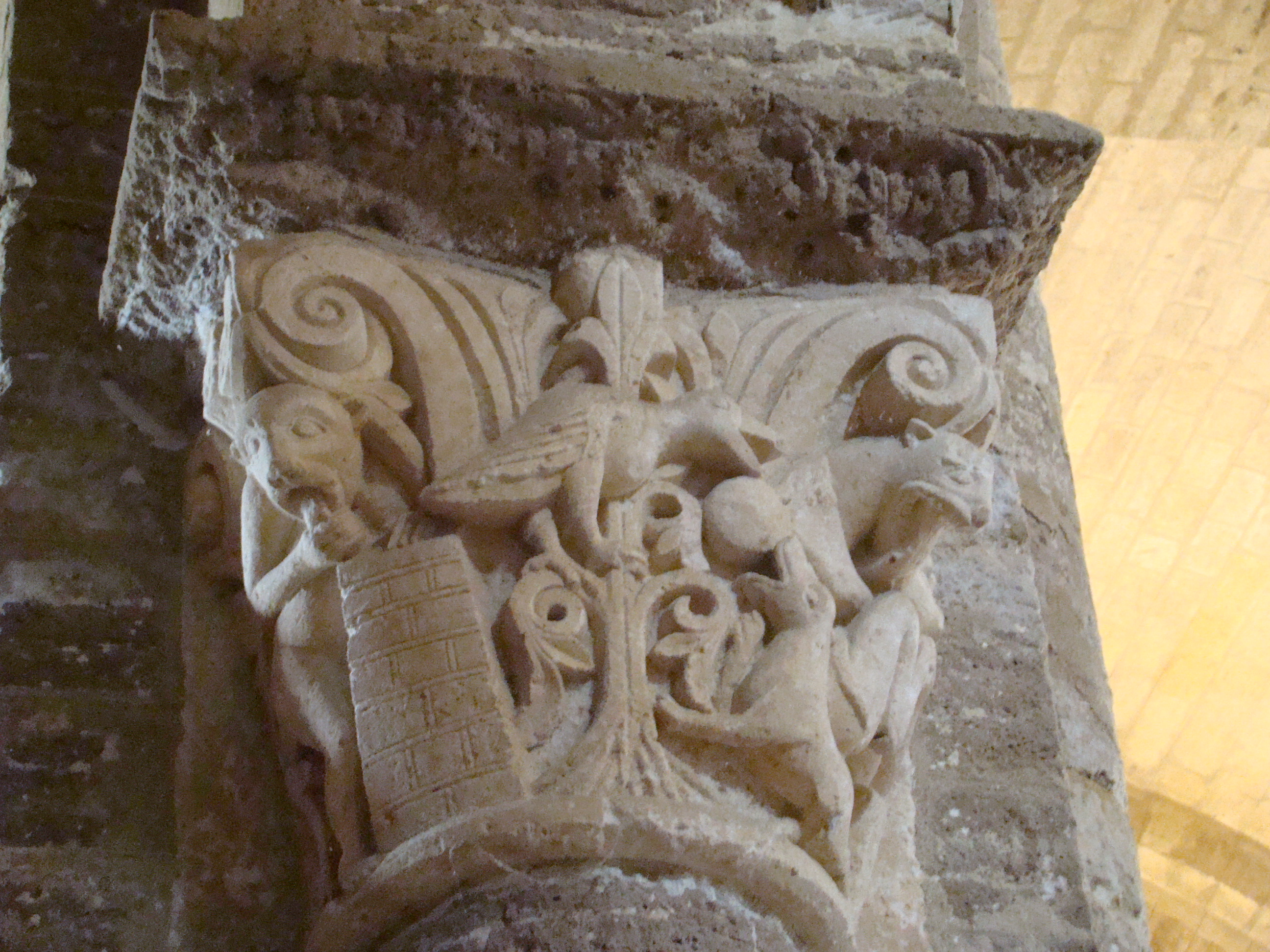
Lis i kruk z bajki (romański kapitel z kościoła w Palencii (Hiszpania)